# The Round Table
The Round Table – kompilacja utworów zespołu Pendragon wydana w 2001.

## Spis utworów
Album zawiera:
1. Midnight Running – 7:45
2. Sister Bluebird – 7:49
3. Paintbox – 8:38
4. Ghosts – 8:03
5. The Voyager – 12:17
6. Dark Summer's Day – 5:32
7. Total Recall – 6:59
8. The Black Knight – 10:23

## Skład zespołu
Twórcy albumu:
- Nick Barrett – śpiew, gitara
- Rik Carter, Clive Nolan – instrumenty klawiszowe
- Peter Gee – gitara basowa, gitara
- Nigel Harris, Fudge Smith – instrumenty perkusyjne